# Музей золота (Богота)
Музей золота (исп. El Museo del Oro) — археологический музей Колумбии, расположенный в Боготе. Одно из самых посещаемых туристических мест в стране. Музей принимает около 500 000 туристов в год.
В музее представлена подборка золота доколумбовой цивилизации и других металлических сплавов, таких как тумбага, а в выставочных залах на втором и третьем этажах находится самая большая коллекция золотых артефактов в мире. Вместе с глиняной посудой, камнем, экзоскелетами, деревом и тканями эти предметы, сделанные из священного для коренных народов Америки металла, свидетельствуют о жизни и мышлении различных обществ, живших на территории современной Колумбии до испанской колонизации.

## История
Первым предметом в коллекции музея стало Попоро из числа артефактов культуры Кимбая. В настоящее время музей находится в ведении Банка Республики.
В музее хранится знаменитый золотой плот чибчи, связанный с легендой об Эльдорадо, который нашли в Паске в 1969 году. Сюжет на плоту представляет собой церемонию вступления в должность нового правителя чибчи. Наследник вождя, зипа, принял власть над народом, устроив обильное подношение богам. На этом изображении зипа стоит в центре плота в окружении главных вождей, все они украшены золотом и перьями.
В октябре 2008 года музей был реконструирован и отремонтирован. В ходе ремонта была организована постоянная экспозиция в пяти залах с археологическими объектами и интерактивная комната. Также добавлен зрительный зал, несколько залов для временных выставок, кафе, ресторан и сувенирный магазин.

## Описание
В музее собрана коллекция из 55 000 экспонатов, 6 000 из которых выставлены в здании. Практически ко всем экспонатам имеются двуязычные описания. На первом этаже находится главный вход в музей, магазин и ресторан.
Выставки начинаются на втором этаже. Главный зал называется «Люди и золото в доиспанской Колумбии». В стеклянных витринах представлены работы ювелиров из разных культур, населявших Колумбию до прибытия испанских колонистов. Постоянная экспозиция разделена на разные залы для каждой культуры: калима, кимбая, чибча, сену, тьеррадентро, археологический парк Сан-Агустин, панче, тайрона и ураба, а также специальный зал под названием «После Колумба».
Экспозиция продолжается на третьем этаже с «Летучим шамаником» и «Приношением». Первая экспозиция показывает процесс шаманской церемонии с различными золотыми монетами, вторая разделена на три части: «Комната для жертвоприношений», «Лодка для жертвоприношений» и «Озеро». В конце экспозиции находится «Комната профанации» с художественными видеороликами о самых важных золотых изделиях музея.